# 10074 Van den Berghe
10074 Van den Berghe este un asteroid din centura principală de asteroizi.

## Descriere
10074 Van den Berghe este un asteroid din centura principală de asteroizi. A fost descoperit pe 3 aprilie 1989 la Observatorul La Silla de Eric Walter Elst. Asteroidul prezintă o orbită caracterizată de o semiaxă mare de 2,33 ua, o excentricitate de 0,02 și o înclinație de 4,9° în raport cu ecliptica.